# Unió de Governs de Kansai

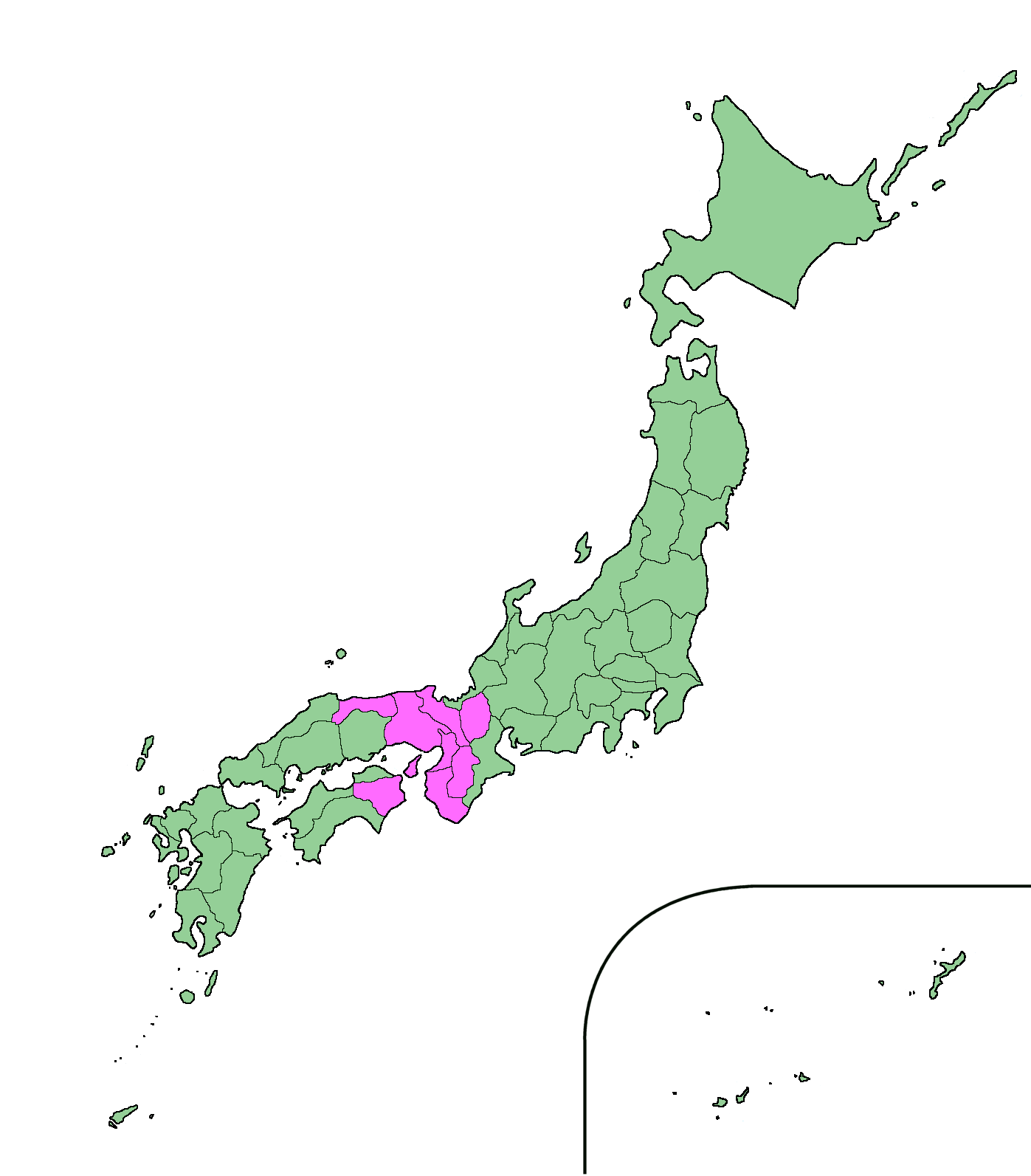
Mapa dels membres

La Unió de Governs de Kansai (関西広域連合, Kansai Kōiki Rengō), romanitzada oficialment a l'anglès com a Union of Kansai Governments, és una organització intergovernamental radicada fonamentalment a la regió de Kansai i amb membres de les regions de Chugoku i Shikoku i format per vuit prefectures i quatre ciutats designades del Japó.
L'objectiu marcat amb la creació de l'UGK és l'establiment d'un espai per tal d'abordar qüestions administratives que transcendeixen els límits prefecturals, com ara la cooperació interprefectural en matèria d'atenció mèdica d'emergència i la prevenció de desastres naturals, així com promoure la descentralització i augmentar les competències locals. L'organisme es creà l'any 2010 i des del 2012 també participen ciutats designades. Actualment (2020), hi han 12 membres de ple dret.

## Història
La Unió de Governs de Kansai es va fundar l'1 de desembre de 2010 amb l'objectiu de crear una organització de cooperació entre els diversos governs de la regió de Kansai. Els membres inicials fundadors van ser les prefectures de Shiga, Kyoto, Osaka, Hyogo, Wakayama, Tottori i Tokushima, no pertanyent aquestes darreres a la regió de Kansai, sinó a la de Chugoku i Shikoku respectivament. La prefectura de Nara, part històricament indissoluble de la regió de Kansai no s'integraria fins al 4 de desembre de 2015 degut a l'escepticisme i les reticències a perdre autonomia i competències pròpies. A l'abril de 2012 van ingressar a la Unió les ciutats designades d'Osaka i Sakai i poc més tard, a l'agost del mateix any ho van fer les ciutats de Kyoto i Kobe. El 4 de desembre de 2020 va prendre possessió del càrrec com a segon president de la Unió en Yoshinobu Nisaka, alhora governador de la prefectura de Wakayama.

## Membres
Per a la data del 27 d'octubre de 2010, l'establiment i creació de l'organització va ser acordat per les corresponents assemblees prefecturals que participaren en el moment de la creació, els membres fundadors: Hyogo, Kyoto, Osaka, Shiga, Tokushima, Tottori i Wakayama. A l'abril de 2012, les ciutats designades d'Osaka i Sakai, i a l'agost del mateix any, les ciutats de Kyoto i Kobe es van unir a l'organització com a membres de ple dret, estant així totes les ciutats designades de la regió de Kansai dins de l'ens. El 4 de desembre de 2015, després de moltes reticències i de llarges negociacions es va unir la prefectura de Nara. El primer President de la Unió va ser en Toshizō Ido, alhora governador de la prefectura de Hyogo, qui deixaria el càrrec el 3 de desembre de 2020.
| Membre    | Capital   | Accés                 | Població (2020) | Àrea         | Densitat   |
| --------- | --------- | --------------------- | --------------- | ------------ | ---------- |
| Shiga     | Ōtsu      | Fundador              | 1.412.256       | 4.017,38 km² | 352/km²    |
| Kyoto     | Kyoto     | Fundador              | 2.567.135       | 4.612,20 km² | 557/km²    |
| Osaka     | Osaka     | Fundador              | 8.815.082       | 1.905,14 km² | 4.627/km²  |
| Hyogo     | Kobe      | Fundador              | 5.437.434       | 8.400,94 km² | 647/km²    |
| Nara      | Nara      | 4 de desembre de 2015 | 1.322.267       | 3.690,94 km² | 358/km²    |
| Wakayama  | Wakayama  | Fundador              | 913.469         | 4.724,64 km² | 193/km²    |
| Tottori   | Tottori   | Fundador              | 551.133         | 3.507,13 km² | 157/km²    |
| Tokushima | Tokushima | Fundador              | 721.721         | 4.146,80 km² | 174/km²    |
| Kyoto     | Nakagyō   | 1 d'agost de 2012     | 1.457.032       | 827,83 km²   | 1.760/km²  |
| Osaka     | Kita      | 1 d'abril de 2012     | 2.750.812       | 225,21 km²   | 12.214/km² |
| Sakai     | Sakai     | 1 d'abril de 2012     | 824.871         | 149,82 km²   | 5.506/km²  |
| Kobe      | Chūō      | 1 d'agost de 2012     | 1.516.127       | 557,02 km²   | 2.722/km²  |

## Assemblea
L'Assemblea de la Unió de Governs de Kansai (関西広域連合議会, Kansai Kōiki Rengō Gikai) está formada per 39 membres o diputats en representació dels governs de les prefectures i ciutats designades que són membres de l'organització. Els membres són elegits mitjançant un sistema proporcional amb la població de les prefectures o ciutats d'entre els diputats de les assemblees prefecturals o consells municipals dels governs membres i, després de les eleccions a les corresponents assemblees, els representants de la prefectura o ciutat són renovats. Actualment, l'assemblea té dues comissions permanents: la de Medi Ambient Industrial i la de Prevenció de Catàstrofes i Atenció Mèdica, on cada govern membre de l'organització està representat, per al menys, un diputat. L'assemblea es reuneix a la seu de l'Unió de Governs de Kansai, la qual es troba al Centre de Conferències Internacional de la Prefectura d'Osaka, al districte de Kita, Osaka.
- President: Kazunari Ōhashi (ARO), diputat per la prefectura d'Osaka.
- Vicepresident: Toshinobu Yamamoto (PLD), diputat per la prefectura de Hyogo.

### Composició
A data de l'1 de desembre de 2020:
| Partit | Partit                           | Partit | Membres |
| ------ | -------------------------------- | ------ | ------- |
|        | Partit Liberal Democràtic        | PLD    | 15 / 39 |
|        | Nippon Ishin no Kai              | NIK    | 7 / 39  |
|        | Kōmeitō                          | KMT    | 5 / 39  |
|        | Partit Comunista del Japó        | PCJ    | 3 / 39  |
|        | Team Shiga-Demòcrates            | TS-PDG | 2 / 39  |
|        | Partit Democràtic Constitucional | PDC    | 2 / 39  |
|        | Partit Democràtic per a la Gent  | PDG    | 1 / 39  |
|        | Independents                     | Ind    | 4 / 39  |

## Presidents
El President de la Unió de Governs de Kansai (関西広域連合長, Kansai Kōiki Rengō Chō) sol ser alhora governador d'alguna de les prefectures membres. A data de desembre de 2020, només hi ha hagut dos presidents:
| Nom | Nom              | Retrat | Prefectura | Inici de mandat       | Fi de mandat                             | Partit                                        |
| --- | ---------------- | ------ | ---------- | --------------------- | ---------------------------------------- | --------------------------------------------- |
|     | Toshizō Ido      |        | Hyogo      | 4 de desembre de 2010 | 3 de desembre de 2020 (9 anys, 365 dies) | Independent (Amb el suport del PLD i Kōmeitō) |
|     | Yoshinobu Nisaka |        | Wakayama   | 4 de desembre de 2020 | En el càrrec                             | Independent (Amb el suport del PLD i Kōmeitō) |